# Музей Валерія Лобановського
Музей Валерія Лобановського — присвячений життю та спортивній кар'єрі видатного футболіста та тренера Валерія Лобановського (1939—2002).
Музей відкритий у грудні 2009 року в школі, де навчався Валерій Лобановський. Збереглась парта, за якою сидів Лобановський, книга з алгебри 1952-го року випуску, стенди з фотографіями з випускного альбому і знімки його однокласників.